# Şehzade Murad (hijo de Cem Sultán)
Şehzade Murad o Murat, más tarde Pierre Mehmet Sayd, era hijo de Cem Sultan. 

### Vida, familia y muerte
Poco se sabe sobre sus primeros años de vida. Después de su exilio, Murad se quedó en El Cairo y más tarde escapó a Rodas, porque temía que los mamelucos lo entregaran a Bayezid II, quien ejecutó a su hermano Oguzhan. Marino Sanuto dice que el 5 de diciembre de 1516, un embajador del sultán mameluco llegó a Rodas para exigir la rendición de Murad, pero los caballeros se negaron rotundamente. Murad recibió el Chateau de Fondo como su residencia y mostró gratitud al convertirse al catolicismo romano, cambiando su nombre a Pierre. El Papa Alejandro VI creó el Principado de Sayd en 1492 como un feudo papal para él. 
Más tarde, se casó con una mujer italiana llamada Maria Concetta Doria, que tuvo cuatro hijos de él, un hijo llamado Cem y dos o tres hijas, cuyos nombres se desconocen. El pequeño Cem fue bautizado y tomó el nombre de Niccolo.
Cuando Solimán el Magnífico conquistó Rodas en 1522, insistió en que Murad fuera entregado, tras lo cual hizo ejecutar al príncipe mediante garrote vil.